# 219 Thusnelda
219 Thusnelda är en asteroid i huvudbältet som upptäcktes den 30 september 1880 av den österrikiske astronomen Johann Palisa. Den fick senare namn efter Thusnelda, hustrun till Arminius, en militär ledare från den germanska stammen cheruskerna.
Thusneldas senaste periheliepassage skedde den 31 maj 2021. Dess rotationstid har beräknats till 29,84 timmar. Asteroiden har uppmätts till diametern 40,56 kilometer.